# سامي مرهج
سامي حبيب مرهج؛ وُلِد في 6 ديسمبر 2006؛ هو لاعب كرة قدم محترف يلعب في مركز المهاجم لصالح نادي ديبورتيفو بيريرا الكولومبي. وُلد في كولومبيا، ويمثل منتخب لبنان الوطني.

## النشأة
وُلد سامي في مدينة بيريرا، إدارة ريزارالدا، كولومبيا، لوالده السياسي حبيب مرهج [الإسبانية] ووالدته جوليانا إنسيسو، وهي سياسية ولاعبة كرة طائرة سابقة. خاله هو لاعب كرة القدم المحترف السابق ليوناردو إنسيسو [الإنجليزية]، وعمه هو السياسي خوان سامي مرهج [الإنجليزية].

## مسيرته الكروية

### الشباب
بدأ سامي مسيرته الكروية في لبنان عندما كان في السابعة من عمره، حيث تدرب في أكاديمية نادي السلام زغرتا وأكاديمية كورَة لكرة القدم التابعة له. في عام 2016، انتقل إلى إسبانيا، حيث لعب مع نادي مارسيت (بما في ذلك ناديه الشريك تكنوفوتبول)، وكذلك مع سانت كوجات وكورنيا.
بعد الفترة التي قضاها في إسبانيا، انتقل سامي إلى كولومبيا في عام 2019، حيث لعب مع فريق شباب ممثل إدارة ريزارالدا حتى عام 2020. في عام 2021، انضم إلى نادي فاي آند فاي مي نويفو توليما وسجل ستة أهداف في عشر مباريات مع فريق تحت 15 سنة. وعلى الرغم من توقيعه مع نادي روزاريو سنترال الأرجنتيني في عام 2022، فإن مشاكل التسجيل بسبب عمره منعته من المشاركة في المسابقات المعتمدة من الاتحاد الأرجنتيني لكرة القدم، مما دفعه للعودة إلى كولومبيا. هناك، انضم إلى ديبورتيفو بيريرا في عام 2023، حيث سجل ثمانية أهداف في خمس مباريات مع فريق تحت 17 سنة، وخمسة أهداف في عشر مباريات مع فريق تحت 20 سنة.

### ديبورتيفو بيريرا
في 17 فبراير 2024، شارك سامي لأول مرة مع الفريق الأول لنادي ديبورتيفو بيريرا، إذ بدأ أساسياً ولعب 58 دقيقة في الفوز 1–0 على إنديبنديينتي سانتا في، قبل أن يتم استبداله باللاعب أندريس إيبارغوين. أنهى سامي موسم 2024 بخوضه ست مباريات في جميع المسابقات. وفي 15 أبريل 2025، سجل سامي هدفه الأول لصالح ديبورتيفو بيريرا وصنع هدفًا آخر في الفوز 2–0 على ديبورتيفو كالي.

## مسيرته الدولية
يحق لسامي اللعب دوليًا لصالح كل من كولومبيا ولبنان، نظرًا لأن جده من لبنان.
شارك سامي مع منتخب لبنان تحت 17 سنة في مباراتين وديتين أمام مالطا في نوفمبر 2022، وسجل هدفًا في المباراة الثانية التي أُقيمت في 10 نوفمبر. في يوليو 2024، تم استدعاؤه إلى منتخب كولومبيا تحت 20 سنة للمشاركة في دورة تدريبية قصيرة. في الشهر التالي، تم استدعاؤه لأول مرة إلى منتخب لبنان تحت 20 سنة. شارك لأول مرة مع هذا المنتخب في تصفيات كأس آسيا تحت 20 عامًا 2025، حيث لعب 90 دقيقة في الخسارة 3–2 أمام الإمارات.
في 5 نوفمبر 2024، تلقى سامي أول استدعاء له للمنتخب اللبناني الأول من أجل خوض مباراتين وديتين أمام تايلاند وميانمار. ظهر لأول مرة مع المنتخب في 14 نوفمبر 2024، عندما كان يبلغ من العمر 17 عامًا و344 يومًا، ودخل كبديل في الدقيقة 82 خلال التعادل 0–0 مع تايلاند. بعد خمسة أيام، سجل أول أهدافه الدولية بإحرازه هدفين في الفوز 3–2 على ميانمار. في 20 مارس 2025، أضاف هدفين آخرين في الفوز الودي 4–0 على تيمور الشرقية، ليصل عدد أهدافه إلى خمسة في أول خمس مباريات له مع لبنان. واصل سامي تألقه في التصفيات المؤهلة إلى كأس آسيا 2027، إذ سجل هدفه السادس في ست مباريات خلال الفوز 5–0 على بروناي بعد خمسة أيام.